# Paramakudi
Paramakudi es una ciudad y municipio situada en el distrito de Ramanathapuram en el estado de Tamil Nadu (India). Su población es de 95579 habitantes (2011). Se encuentra orillas del río Vaigai, a 31 km de Ramanathapuram y a 92 km de Madurai.

## Demografía
Según el censo de 2011 la población de Paramakudi era de 95579 habitantes, de los cuales 48621 eran hombres y 46958 eran mujeres. Paramakudi tiene una tasa media de alfabetización del 90,21%, superior a la media estatal del 80,09%: la alfabetización masculina es del 94,87%, y la alfabetización femenina del 85,40%.